# Acritus serratus
Acritus serratus är en skalbaggsart som beskrevs av Louis Burgeon 1939. Acritus serratus ingår i släktet Acritus och familjen stumpbaggar. Inga underarter finns listade i Catalogue of Life.